# Open GDF Suez
L'Open GDF Suez, formalmente Open Gaz de France, è stato un torneo di tennis che faceva parte della categoria Premier all'interno del WTA Tour, disputatosi a Parigi in Francia sul cemento indoor dal 1993 al 2014.
Amélie Mauresmo detiene il record di vittorie avendo vinto il torneo nel 2001, 2006 e 2009.

## Albo d'oro

### Singolare
| Anno | Vincitrice               | Finalista            | Punteggio        |
| ---- | ------------------------ | -------------------- | ---------------- |
| 1993 | Martina Navrátilová (1)  | Monica Seles         | 6–3, 4–6, 7–6(3) |
| 1994 | Martina Navrátilová (2)  | Julie Halard-Decugis | 7–5, 6–3         |
| 1995 | Steffi Graf              | Mary Pierce          | 6–2, 6–2         |
| 1996 | Julie Halard-Decugis     | Iva Majoli           | 7–5, 7–6(4)      |
| 1997 | Martina Hingis           | Anke Huber           | 6–3, 3–6, 6–3    |
| 1998 | Mary Pierce              | Dominique van Roost  | 6–3, 7–5         |
| 1999 | Serena Williams (1)      | Amélie Mauresmo      | 6–2, 3–6, 7–6(4) |
| 2000 | Nathalie Tauziat         | Serena Williams      | 7–5, 6–2         |
| 2001 | Amélie Mauresmo (1)      | Anke Huber           | 7–6(2), 6–1      |
| 2002 | Venus Williams           | Jelena Dokić         | w/o              |
| 2003 | Serena Williams (2)      | Amélie Mauresmo      | 6–3, 6–2         |
| 2004 | Kim Clijsters            | Mary Pierce          | 6–2, 6–1         |
| 2005 | Dinara Safina            | Amélie Mauresmo      | 6–4, 2–6, 6–3    |
| 2006 | Amélie Mauresmo (2)      | Mary Pierce          | 6–1, 7–6(2)      |
| 2007 | Nadia Petrova            | Lucie Šafářová       | 4–6, 6–1, 6–4    |
| 2008 | Anna Čakvetadze          | Ágnes Szávay         | 6–3, 2–6, 6–2    |
| 2009 | Amélie Mauresmo (3)      | Elena Dement'eva     | 7–6(7), 2–6, 6–4 |
| 2010 | Elena Dement'eva         | Lucie Šafářová       | 6(5)–7, 6–1, 6–4 |
| 2011 | Petra Kvitová            | Kim Clijsters        | 6–4, 6–3         |
| 2012 | Angelique Kerber         | Marion Bartoli       | 7–6(3), 5–7, 6–3 |
| 2013 | Mona Barthel             | Sara Errani          | 7–5, 7–6(4)      |
| 2014 | Anastasija Pavljučenkova | Sara Errani          | 3–6, 6–2, 6–3    |

### Doppio
| Anno | Vincitrici                                    | Finaliste                               | Punteggio           |
| ---- | --------------------------------------------- | --------------------------------------- | ------------------- |
| 1993 | Jana Novotná (1) Andrea Strnadová             | Jo Durie Catherine Suire                | 7–6, 6–2            |
| 1994 | Sabine Appelmans (1) Laurence Courtois        | Mary Pierce Andrea Temesvári            | 6–4, 6–4            |
| 1995 | Meredith McGrath Larisa Neiland               | Manon Bollegraf Rennae Stubbs           | 6–4, 6–1            |
| 1996 | Kristie Boogert Jana Novotná (2)              | Julie Halard-Decugis Nathalie Tauziat   | 6–4, 6–3            |
| 1997 | Martina Hingis Jana Novotná (3)               | Alexandra Fusai Rita Grande             | 6–1, 6–2            |
| 1998 | Sabine Appelmans (2) Miriam Oremans           | Anna Kurnikova Larisa Neiland           | 1–6, 6–3, 7–6       |
| 1999 | Irina Spîrlea Caroline Vis                    | Elena Lichovceva Ai Sugiyama            | 7–5, 3–6, 6–3       |
| 2000 | Julie Halard-Decugis Sandrine Testud          | Émilie Loit Åsa Svensson                | 3–6, 6–3, 6–4       |
| 2001 | Iva Majoli Virginie Razzano                   | Kimberly Po Nathalie Tauziat            | 6–3, 7–5            |
| 2002 | Nathalie Dechy Meilen Tu                      | Elena Dement'eva Janette Husárová       | w/o                 |
| 2003 | Barbara Schett (1) Patty Schnyder (1)         | Marion Bartoli Stéphanie Cohen-Aloro    | 2–6, 6–2, 7–6(5)    |
| 2004 | Barbara Schett (2) Patty Schnyder (2)         | Silvia Farina Elia Francesca Schiavone  | 6–3, 6–2            |
| 2005 | Iveta Benešová (1) Květa Peschke (1)          | Anabel Medina Garrigues Dinara Safina   | 6–2, 2–6, 6–2       |
| 2006 | Émilie Loit Květa Peschke (2)                 | Cara Black Rennae Stubbs                | 7–6(5), 6–4         |
| 2007 | Cara Black (1) Liezel Huber (1)               | Gabriela Navrátilová Vladimíra Uhlířová | 6–2, 6–0            |
| 2008 | Al'ona Bondarenko Kateryna Bondarenko         | Eva Hrdinová Vladimíra Uhlířová         | 6–1, 6–4            |
| 2009 | Cara Black (2) Liezel Huber (2)               | Květa Peschke Lisa Raymond              | 6–4, 3–6, [10-4]    |
| 2010 | Iveta Benešová (2) Barbora Záhlavová-Strýcová | Cara Black Liezel Huber                 | w/o                 |
| 2011 | Bethanie Mattek-Sands Meghann Shaughnessy     | Vera Duševina Ekaterina Makarova        | 6–4, 6–2            |
| 2012 | Liezel Huber (3) Lisa Raymond                 | Anna-Lena Grönefeld Petra Martić        | 7–6(3), 6–1         |
| 2013 | Sara Errani Roberta Vinci                     | Andrea Hlaváčková Liezel Huber          | 6–1, 6–1            |
| 2014 | Anna-Lena Grönefeld Květa Peschke             | Tímea Babos Kristina Mladenovic         | 6(7)–7, 6–4, [10–5] |